# Бен Газзара
Бен Газзара (англ. Ben Gazzara; 28 серпня 1930 — 3 лютого 2012) — американський актор.

## Біографія
Бен Газзара народився 28 серпня 1930 року в Нью-Йорку, походить із сім'ї італійських емігрантів. Батько Антоніо Газзара — покрівельник і тесляр, родом з Канікатті, мати Анджела Кузумано з Кастрофіліппо. Навчався у Вищій школі імені П. Сайвесанта потім у школі Санкт-Симон у Нью-Йорку до 1948 року. Навчався інженерного фаху в університеті Сіті Коледж. Вивчав драматичне мистецтво в Драматичній майстерні в центрі Мангеттена. В 1951 році навчався у Лі Страсберга в Акторській студії.

## Кар'єра
З середини 1950-х років виступав на бродвейській сцені, прославився у виставі за п'єсою Теннессі Вільямса «Кішка на розпеченому даху». З 1960-х почав активно зніматися в італійському кіно. У 1970-і неодноразово знімався у свого друга, режисера Джона Кассаветіса у фільмах «Чоловіки» (1970), «Убивство китайського букмекера» (1976) і «Прем'єра» (1977).

## Особисте життя
Був тричі одружений. З 1951 по 1957 рік з Луїзою Еріксон. З 25 листопада 1961 по 28 січня 1982 рік з Дженіс Руле, народилася дочка Елізабет. з 27 лютого 1982 до своєї смерті з Ельке Стакманн.
Помер 3 лютого 2012 від раку підшлункової залози.

## Фільмографія
| Рік  |    | Українська назва                                     | Оригінальна назва                           | Роль                      |
| ---- | -- | ---------------------------------------------------- | ------------------------------------------- | ------------------------- |
| 1959 | ф  | Анатомія вбивства                                    | Anatomy of a Murder                         | лейтенант Фредерік Меньєн |
| 1970 | ф  | Чоловіки                                             | Husbands                                    | Гаррі                     |
| 1975 | ф  | Капоне                                               | Capone                                      | Аль Капоне                |
| 1981 | ф  | Інчхон                                               | Inchon                                      | Френк Голлсворт           |
| 1984 | ф  | Чималий скандал                                      | Uno scandalo perbene                        | хворий на амнезію         |
| 1986 | ф  | Каморрист                                            | Il camorrista                               | професор» Везув'яно       |
| 1993 | тф | Осліплий                                             | Blindsided                                  | Айра Голд                 |
| 1993 | тф | Любити, шанувати і слухатися: Останнє подружжя мафії | Love, Honor & Obey: The Last Mafia Marriage | Джозеф Бонанно            |
| 1997 | ф  | Тіньова змова                                        | Shadow Conspiracy                           | віце-президент Саксон     |
| 1998 | ф  | Великий Лебовські                                    | The Big Lebowski                            | Джекі Трігорн             |
| 1999 | ф  | Афера Томаса Крауна                                  | The Thomas Crown Affair                     | Ендрю Воллас              |
| 2000 | ф  | Дуже скупий чоловік                                  | Very Mean Men                               | Джино Мінетті             |
| 2003 | ф  | Доґвіль                                              | Dogville                                    | Джек Маккей               |
| 2010 | ф  | 13                                                   | 13                                          | Шлондорфф                 |